# Roy Blunt
Roy Dean Blunt (Niangua, 10 gennaio 1950) è un politico statunitense, senatore per lo stato del Missouri dal 2011 al 2023 e in precedenza membro della Camera dei Rappresentanti per lo stesso stato dal 1997 al 2011.
Blunt si è candidato con successo al Senato degli Stati Uniti nel 2010. L'anno successivo è stato eletto vicepresidente della Conferenza repubblicana del Senato.  Blunt, che è il decano della delegazione del Congresso del Missouri, è stato eletto presidente del comitato politico nel novembre 2018. Dopo aver annunciato che non si sarebbe più ricandidato a senatore, termina il proprio mandato il 3 gennaio 2023.

## Biografia
Nato e cresciuto nel Missouri,  figlio di Neva Dora (nata Letterman) e Leroy Blunt, un politico, si è laureato in storia nel 1970 presso la Southwest Baptist University. Due anni più tardi, prese un master in storia alla Southwest Missouri State University. Durante il suo periodo al college, ha ricevuto tre rinvii alla leva per la guerra del Vietnam. Blunt è stato insegnante di storia al liceo presso la Marshfield High School dal 1970 al 1972; in seguito insegnò alla Southwest Baptist University e come membro della facoltà a contratto presso la Drury University.
È stato presidente della Southwest Baptist University dal 1993 al 1996.
Dopo gli studi Blunt entrò in politica con il Partito Repubblicano e dopo aver svolto alcuni incarichi locali, nel 1980 si candidò infruttuosamente alla carica di vicegovernatore.
Nel 1984 vinse le elezioni per la carica di Segretario di stato del Missouri e venne riconfermato per un secondo mandato nel 1988. Quattro anni dopo, Blunt si candidò a governatore ma venne sconfitto nelle primarie repubblicane.
Nel 1996 Blunt si candidò alla Camera dei Rappresentanti in un distretto molto conservatore e riuscì a farsi eleggere. Fu riconfermato per altri sei mandati, finché nel 2010 si candidò al Senato e venne eletto.

### Donald Trump
Blunt era al Campidoglio degli Stati Uniti quando i sostenitori di Trump lo presero d'assalto il 6 gennaio 2021, mentre certificava il conteggio dei voti dello United States Electoral College del 2021, insieme alla senatrice Amy Klobuchar, al rappresentante Rodney Davis e alla rappresentante Zoe Lofgren. Prima della certificazione, Blunt disse che avrebbe sostenuto la certificazione delle elezioni, in contrasto con il suo collega senatore del Missouri Josh Hawley. Mentre Blunt osservava le deliberazioni sull'obiezione al conteggio dei voti dell'Arizona, guidate da Ted Cruz, il Campidoglio è stato assaltato. Insieme ad altri senatori, Blunt è stato allontanato dall'aula del Senato mentre gli insorti si avvicinavano. Durante l'attacco ha twittato che "la violenza e la distruzione" dovevano cessare e che "questo non è quello che siamo come nazione". Blunt ha affermato che Trump "ne faceva parte", riferendosi all'insurrezione.
Sulla scia dell'attacco, Blunt ha detto che non avrebbe sostenuto l'impeachment di Trump e che "non c'era tempo" per farlo. Ha anche definita una "delusione" l'iniziativa che i Democratici stessero invece considerando l'impeachment. In un'intervista a Face the Nation, Blunt ha detto: "Il presidente ha toccato la stufa calda mercoledì ed è improbabile che la tocchi di nuovo". 

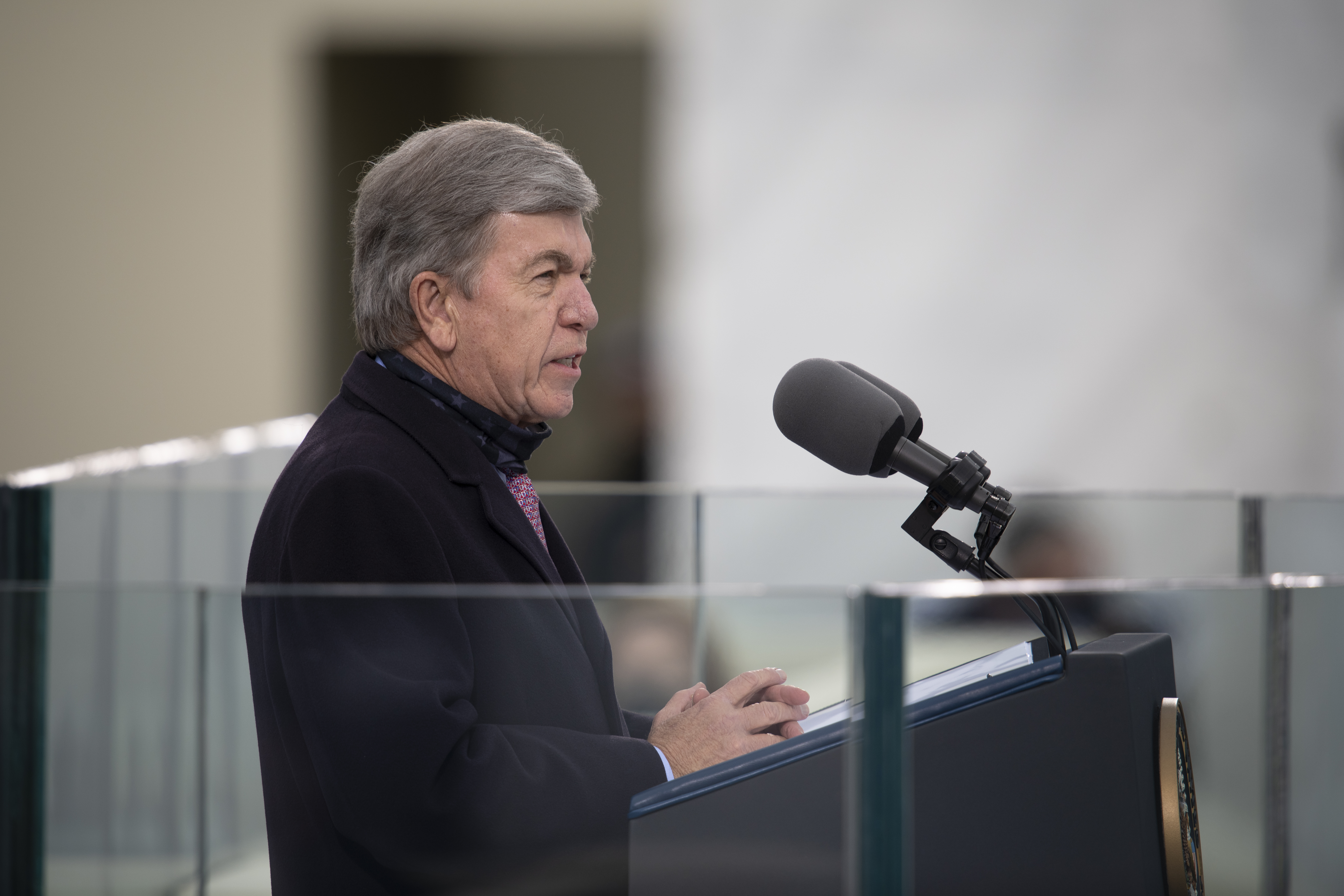
Blunt parla durante l'inaugurazione della presidenza di Joe Biden

In qualità di maestro di cerimonie per l'inaugurazione di Joe Biden alla presidenza, Blunt ha pronunciato un breve discorso esponendo il preambolo della Costituzione e osservando che, a differenza degli articoli della Confederazione o della Magna Carta, radica e stabilisce legge e autorità in "Noi il popolo". Blunt ha osservato che lo sforzo per creare una "Unione più perfetta" è un progetto continuo e ha detto: "Siamo più di quanto non siamo stati e siamo meno di quanto speriamo di essere".
Nel 2020, Blunt ha votato per assolvere Trump nel suo primo processo di impeachment.
Nel 2021, Blunt è stato uno dei 43 senatori che hanno votato per assolvere Trump nel suo secondo processo di impeachment.
Nel 2022, dopo la perquisizione da parte dell'FBI di Mar-a-Lago, Blunt ha affermato che Trump "avrebbe dovuto consegnare tutti i documenti" agli archivi nazionali quando ha lasciato l'incarico. Blunt ha anche espresso preoccupazione per i tempi della ricerca, citando le imminenti elezioni di medio termine.

## Vita privata
Blunt si è sposato due volte: dalla prima moglie Roseann Ray ebbe tre figli fra cui Matt, che fu Governatore del Missouri dal 2005 al 2009; dopo il divorzio da Roseann, nel 2006 Blunt si sposò con Abigail Perlman, con la quale adottò un bambino russo. La North American Religious Liberty Association (Narla) il 27 maggio 2014 ha premiato Roy Blunt per il suo impegno a favore della libertà religiosa.